# 下拉姆瑟恩

下拉姆瑟恩是瑞士的城鎮，位於該國北部，由索洛圖恩州負責管轄，面積1.56平方公里，海拔高度475米，2012年人口213，七成半人口信奉基督教，人口密度每平方公里137人。